# Milly D'Abbraccio
Milly D'Abbraccio (Avellino, Campania; 3 de noviembre de 1964) es una actriz pornográfica italiana.
Después de ganar en 1978, el concurso de Miss Teenager Italia comenzó a trabajar en la televisión en la retransmisión de Galassia 2 y vedette. También trabaja en el cine y en el teatro, pero luego se decidió a aceptar las ofertas de Riccardo Schicchi para ser actriz porno en Diva Futura. Después de trabajar en varias películas, decidió abrir su propia productora de hardcore.
Es hermana de la actriz de cine y teatro Mariangela D'Abbraccio. Actualmente reside en Anguillara Sabazia, un pueblo a orillas del Lago de Bracciano.
Anunció su candidatura en una lista del Partido Socialista de Italia por el Municipio X, un barrio de Roma, en las Elecciones generales de Italia de 2008.
No fue elegida en el escrutinio final, consiguiendo sólo 19 prefecturas, con lo que consiguió ser la quinta en la lista de candidatos de su partido. Ninguno de los candidatos de su lista fue elegido miembro del Municipio X.

## Filmografía
- Vediamoci chiaro (1984)
- Meglio baciare un cobra (1986)
- Il lupo di mare (1987)
- La trasgressione (1988)
- Intrigo d'amore (1988)
- College - Miniserie TV (1989)
- Amore, non uccidermi (1990)
- L'ultimo innocente (1992)
- Vedo nudo (1993)
- Taboo di una moglie perversa... (1993)
- Animalità... strane sensazioni (1994)
- Milly: Fine, Crazy and Fancy (1995)
- Doppio contatto anale (1995)
- Milly: Photo Live (1996)
- Una famiglia per pene (1996)
- C'era una volta il... bordello (1997)
- Paolina Borghese ninfomane imperiale (1998)
- La moglie bugiarda (1998)
- Anaxtasia - La principessa stuprata (1999)
- Sex Animals (2000)
- La professoressa di lingue (2001)
- L'avvocata del diavolo (2002)
- L'onorevole (2002)